# LOVE書店!
『LOVE書店!』（ラブしょてん）とは、NPO本屋大賞が発行している、本と本屋さんの情報をコンテンツとしたフリーペーパー。本屋大賞に参加している書店にて配布。年3回（2、7、10月）発行。2006年2月創刊。

## 表紙
表紙では話題の俳優やモデルがお気に入りの本を紹介する。
- 第1号：上野樹里『青空のむこう』（アレックス・シアラー、金原瑞人訳）
- 第2号：加藤ローサ『火の鳥』（手塚治虫）
- 第3号：戸田恵梨香『東京タワー 〜オカンとボクと、時々、オトン〜』（リリー・フランキー）
- 第4号：北乃きい『幸福な食卓』（瀬尾まいこ）
- 第5号：成海璃子『リアル鬼ごっこ』（山田悠介）
- 第6号：相武紗季『ひとこと、好きと言いたくて』（金子ありさ）
- 第7号：西山茉希『女神のTシャツ』（ノーラ・ロバーツ、公庄さつき訳）
- 第8号：夏帆『パーフェクト・ブルー』（宮部みゆき）
- 第9号：貫地谷しほり『デッドエンドの思い出』（よしもとばなな）
- 第10号：多部未華子『フィッシュストーリー』（伊坂幸太郎）
- 第11号：川島海荷『パラレルワールドラブストーリー』（東野圭吾）
- 第12号：大後寿々花『僕はここにいる』（飯田雪子）
- 号外：堺雅人『ゴールデンスランバー』（伊坂幸太郎）
- 第13号：杏『幕末史』（半藤一利）
- 号外：松たか子『告白』（湊かなえ）
- 第14号：大島優子『秒速5センチメートル』（新海誠）
- 第15号：川口春奈『夢をかなえるゾウ』（水野敬也）
- 第16号：桜庭ななみ『ランウェイ☆ビート』（原田マハ）
- 号外：宮崎あおい『神様のカルテ』（夏川草介）
- 号外：向井理『僕たちは世界を変えることができない。』（葉田甲太）
- 第17号：イモトアヤコ『青春を山に賭けて』（植村直己）
- 第18号：橋本愛『愛しの座敷わらし』（荻原浩）
- 臨時号：鈴木福『妖怪人間ベム』
- 特別号：畑野ひろ子『キセキ』（MINMI）
- 第19号：前田敦子『マリリン・モンローとともに』（スーザン・ストラスバーグ、山田宏一訳）
- 臨時号：横山由依『桐島、部活やめるってよ』（朝井リョウ）
- 第20号：東出昌大『命もいらず名もいらず』（山本兼一）
- 臨時号：川栄李奈『アルフレッド・アドラー 人生に革命が起きる100の言葉』（小倉広）

## 特集
巻頭特集記事では、作家と書店員が本と関係のないことにチャレンジしている。
- 第1号：小川洋子と甲子園を探検！
- 第2号：恩田陸とビール工場社会科見学！
- 第3号：伊坂幸太郎と秋刀魚を焼く！
- 第4号：リリー・フランキーと卵かけごはん
- 第5号：佐藤多佳子と地引き網にいこう！
- 第6号：枡野浩一と餃子をつくる！
- 第7号：田辺聖子の大阪弁講座！
- 第8号：伊坂幸太郎とかき氷を食べよう！
- 第9号：劇団ひとりと薫製を作ろう！
- 第10号：西原理恵子と焚き火をしよう！
- 第11号：湊かなえと金魚すくいをしよう！
- 第12号：川上未映子とベランダ農業をしよう！
- 第13号：宮藤官九郎と焼きイモをしよう！
- 第14号：冲方丁とホットケーキを焼こう！
- 第15号：内田樹とみたらし団子を食べよう！
- 第16号：山田詠美とハーモニカを吹こう！
- 第18号：東川篤哉とクルミを割ろう！
- 第19号：三浦しをんと、昼寝をしよう！
- 第20号：百田尚樹と、餃子を包もう！